# Going to 文
going to 文（ゴーイング トゥ ぶん）は英語に見られる語法。動詞のgo（行く）の進行形 be goingにTo不定詞を伴ってラテン語の未来形に近い意味（近接未来）を表す。場所の移動から時間の移動の意味に抽象化した文法化の一種とされている。
スウェーデン語（komma「来る」+ att+不定詞）、フランス語（aller「行く」＋不定詞）、スペイン語（ir「行く」＋a＋不定詞）に類似したものが見られる。
崩れた発音にgonna（gonna＜goin no＜goin to＜going to）がある。単なる移動を表す進行形ではgonnaは用いられない（*I'm gonna the beach.　浜に行く）ことから、これを助動詞とみることもできる。